# Bruno Metsu
Bruno Metsu  (Coudekerque-Village, 1954. január 28. – Coudekerque-Village, 2013. október 14.) francia labdarúgó, középpályás, edző.

## Pályafutása

### Játékosként
1969-ben a Hazebrouck csapatában kezdte a labdarúgást. 1970 és 1973 között a belga Anderlecht ifjúsági csapatában játszott. Profi pályafutása 1973-ban az USL Dunkerque együttesénél kezdődött, ahol egy idényt töltött el, majd egy szezonra visszatért anyaegyesületéhez. 1975 és 1979 között négy idényen át a Valenciennes FC labdarúgója volt. Ezt követően két-két idényt töltött el a Lille OSC és az OGC Nice csapatainál. Az 1983–84-es idényben a Excelsior AC Roubaix csapatában játszott. 1984 és 1987 között az AS Beauvais Oise játékosa volt és itt fejezte be az aktív labdarúgást.

### Edzőként
1987-ben volt klubjában, mint ifjúsági edző kezdett dolgozni. Egy idény után az első csapat vezetőedzője lett és négy idényen keresztül irányította az AS Beauvais Oise csapatát. 1992 és 1999 között tevékenykedett a Lille OSC, a Valenciennes FC, a CS Sedan Ardennes és az ASOA Valence együtteseinél.
2000-ben először a guineai válogatott, majd ugyan ebben az évben a szenegáli válogatott szövetségi kapitány lett. 2002-ben a szenegáli csapattal érte pályafutása legnagyobb sikereit. Először döntős volt a csapattal az afrikai nemzetek kupáján, majd a negyeddöntőig jutott az együttessel a 2002-es világbajnokságon.
2002 és 2012 között a Közel-Keleten dolgozott. Először két-két idényen át az egyesült arab emírségbeli Al Ain FC és a katari Al-Gharafa csapatánál edzősködött. Az Al Ain-nal két bajnoki címet és ázsiai bajnokok ligáját nyert 2003-ban. Az Al-Gharafa együttesével 2005-ben katari bajnok lett. 2006-ban rövid ideig a szaúdi Al-Ittihad vezetőedzője volt. 2006 és 2011 között ismét szövetségi kapitányként tevékenykedett. Előbb két évig az Egyesült Arab Emírségek, majd három évig a katari válogatott szakvezetője volt. A 2011–12-es idényben visszatért az Al-Gharafa csapatához. A 2012–13-as idényt már az emírségekbeli Al Wasl FC együttesénél kezdte, de 2012 októberében rákot diagnosztizáltak nála, amely miatt edzői pályafutását be kell fejezni. Egy évre rá 2013. október 14-én szülővárosában hunyt el.

## Sikerei, díjai

### Edzőként
Szenegál
- Afrikai nemzetek kupája
  - döntős: 2002, Mali
- Világbajnokság
  - negyeddöntős: 2002, Dél-Korea/Japán

 Al Ain FC
- Egyesült arab emírségekbeli bajnokság
  - bajnok: 2002–03, 2003–04
- AFC-bajnokok ligája
  - győztes: 2002–03

 Al-Gharafa
- Katari bajnokság
  - bajnok: 2004–05
- Jasszem sejk-kupa
  - győztes: 2005–06
- Katari koronaherceg-kupa
  - győztes: 2011
- Katari emír-kupa
  - döntős: 2005–06

 Egyesült Arab Emírségek
- Öböl-kupa (Gulf Cup of Nations)
  - győztes: 2007